# فرشغانج
حي فرشغانج (بالإنجليزية: Farashganj)‏ هو حي في دكا عاصمة بنغلاديش. تحول الاسم من (باللاتينية: Frenchganj).

## تاريخه
يقع بالقرب من الطريق داش بي كاي، احسان الله وعلى الطريق في نهر بوريجانجا Dhaka.Farashganj القديمة تحمل ذكرى مارشانت الفرنسية في مدينة دكا. بدأت شركة الهند الشرقية الفرنسية أعمالها في داكا في منتصف القرن السابع عشر. قد بنيت على 'Kuthi' في قصر قرب الحالي بمنزل احسان. strated الفرنسي هناك الأعمال في فرشغانج في1740 بإذن من Nouajish Naeb الإلكتروني الناجم تسوية Khan.The محمد الفرنسية فقط مع الاستيلاء على مصنع الإنجليزية من قبل الفرنسيين في 1750. هذا، ومع ذلك، تسبب في أزمة تم حلها بعد تدخل جسرات نايب خان ناظم. أصبح المصنع يعرف باسم سنة مصنع دكا قبل سقوط آخر حاكم مسلم من البنغال في 1757، ولكن لا تزال المنطقة مزدهرة، حيث شارك التجار الفرنسيون في تجارة الجملة للتوابل مثل الكركم الخام والزنجبيل والثوم والفلفل الحار. فضلا عن كونها المنطقة الفرنسية في دكا Pogoj city.Nicky كان جامع الأول من فرشغانج.